# جوزيف فرانك
جوزيف فرانك (17 ديسمبر 1857 - 22 أكتوبر 1940) (بالإنجليزية: Joseph Frank)‏ هو لاعب كريكت بريطاني وبريطاني (وحمل سابقاً جنسية المملكة المتحدة لبريطانيا العظمى وأيرلندا).